# Камбоджа на летних Олимпийских играх 1972
Камбоджа принимала участие в Летних Олимпийских играх 1972 года в Мюнхене (ФРГ) во второй раз за свою историю, пропустив Летние Олимпийские игры 1968 года, но не завоевала ни одной медали. Сборную страны представляло 9 спортсменов, в том числе одна женщина. Меас Кхенг стала первой женщиной, представлявшая Камбоджу на Олимпийских играх.
В легкой атлетике и плавании участвовали 4 спортсмена, в боксе — 1.

## История
Страна вернулась на Олимпийские игры как Кхмерская республика (1970–1975) после пропуска летних Олимпийских игр 1968 года. Из-за сложной ситуации в стране, вызванной «красными кхмерами», Камбоджа не будет участвовать в олимпиадах вплоть до летних Олимпийских игр 1996 года.